# Ervedosa do Douro
Ervedosa do Douro ist eine Gemeinde (Freguesia) im portugiesischen Kreis São João da Pesqueira. In ihr leben 1029 Einwohner (Stand 19. April 2021).
Die Gemeinde liegt am linken Ufer des Douro. Etwa 1 km flussabwärts der Quinta das Carvalhas führt die Straßenbrücke Ponte de Pinhão die Straße ER 323 über den Fluss nach Pinhão.

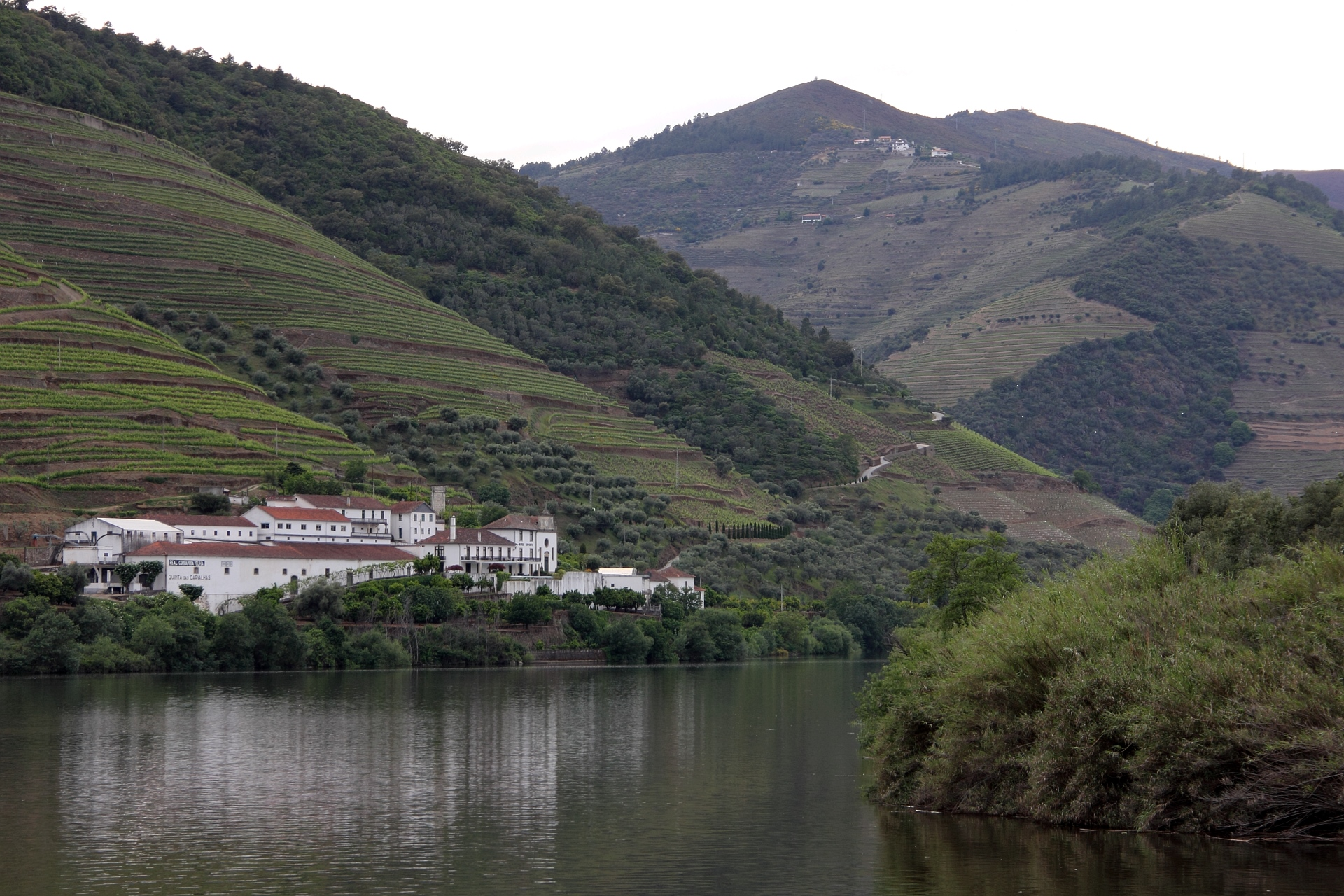
Quinta das Carvalhas am Ufer des Douro
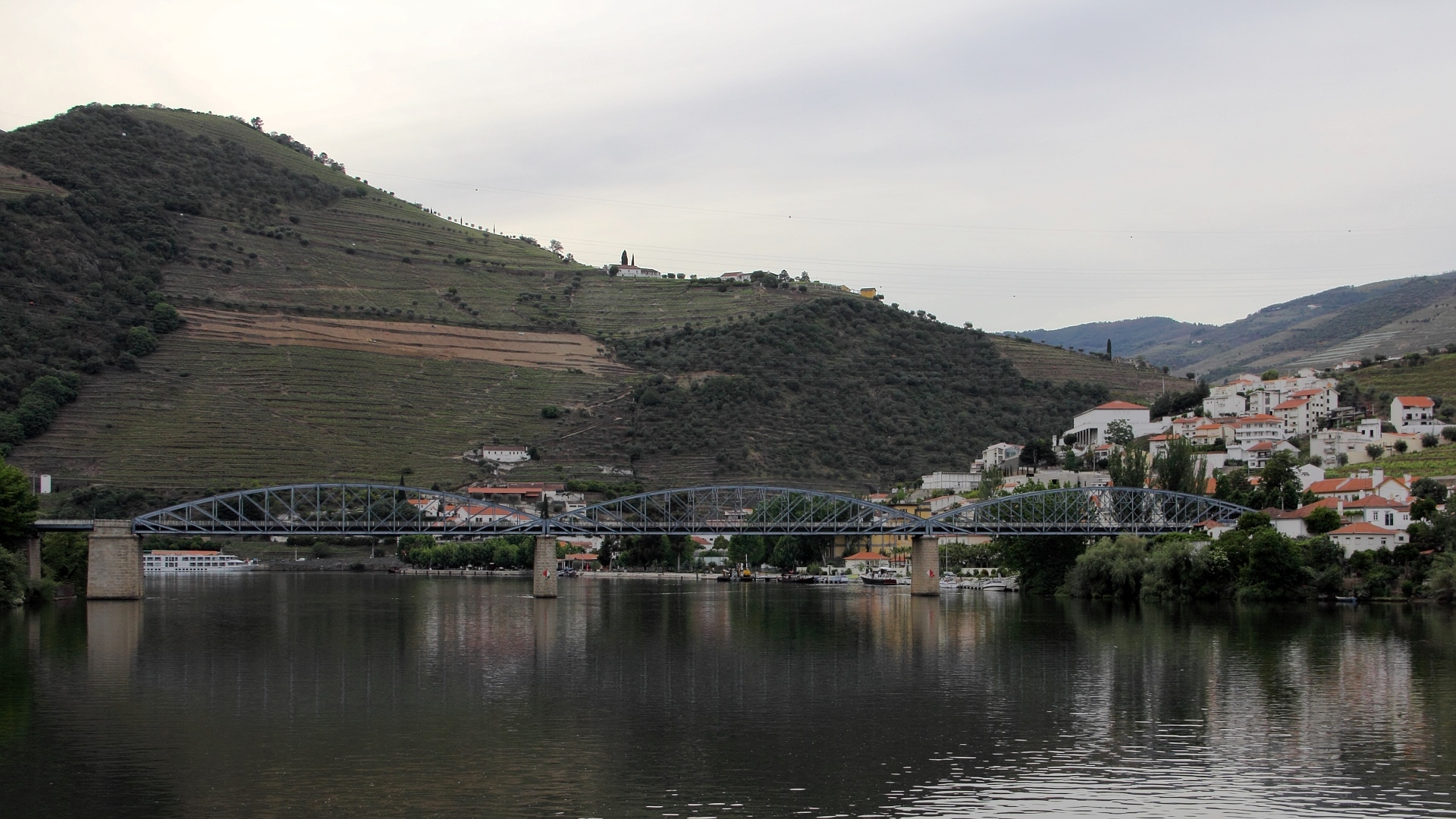
Straßenbrücke Ponte do Pinhão über den Douro